# 39415 Джейностін
39415 Джейностін (39415 Janeausten) — астероїд головного поясу, відкритий 26 березня 1971 року.
Тіссеранів параметр щодо Юпітера — 3,022.